# Famenne

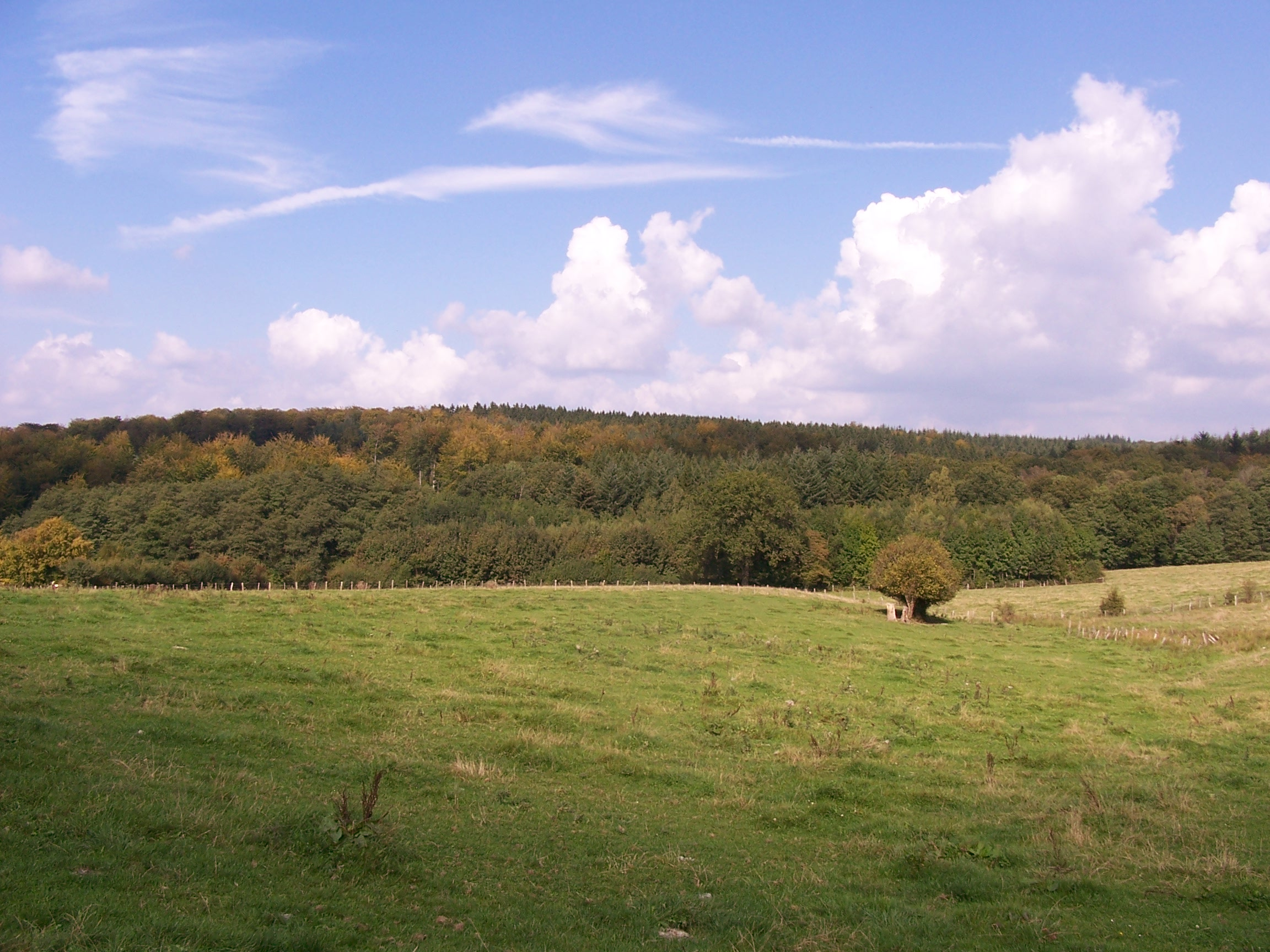
Landschap in de Famenne in de omgeving van Marche-en-Famenne.

De Famenne (Waals: Fåmene) is een geografische streek in België, die deel uitmaakt van het grotere geheel, de zogenaamde Fagne-Famenne. De Fagne en de Famenne worden van elkaar gescheiden door de Maasvallei. De Famenne ligt ten oosten van deze rivier.
De Famenne is een natuurlijke depressie die begrensd wordt door 
- het plateau van de Condroz in het noorden (volgens de lijn Dinant, Ciney, Durbuy),
- de Ardennen in het zuidoosten (volgens de lijn Beauraing, Rochefort, Marche-en-Famenne) en
- de Maasvallei in het westen.

De streek heeft een gemiddelde breedte (gemeten van noord naar zuid), van ca. 20 km en versmalt in noordoostelijke richting. In het zuiden vormt een smalle kalksteenrichel, de Calestienne (uit het Midden-Devoon), waarin de rivieren Lesse en Lhomme indrukwekkende grotten hebben uitgesleten (onder meer te Han-sur-Lesse en Rochefort), de overgang naar de Ardennen. 
De inwoners van de Famenne leefden oorspronkelijk van land- en bosbouw, maar ook het toerisme is een belangrijke bron van inkomsten geworden. Marche-en-Famenne is het belangrijkste verkeersknooppunt en verzorgingscentrum, en geldt als onofficiële hoofdstad van het gebied.
Het Geopark Famenne-Ardenne ligt in de streek.

## Gemeenten in de Famenne (van west naar oost)
- Hastière[1]
- Beauraing
- Houyet[1]
- Wellin[1]
- Rochefort
- Marche-en-Famenne, wordt beschouwd als de officieuze hoofdstad van de streek
- Nassogne[1]
- Somme-Leuze[1]
- Hotton
- Durbuy[1]
- Hamoir
- Erezée[1]
- Ferrières[1]
- Sprimont[1]
- Aywaille[1]